# Crassula kirkii
Crassula kirkii (лат.) — вид суккулентных растений рода Толстянка (Crassula) семейства Толстянковые (Crassulaceae), эндемично произрастающий на территории Новой Зеландии.

## Название
Родовое латинское название Crassula происходит от латинского слова crassus, — «толстый», в основном из-за присутствия у растений этого рода сочных листьев.
Видовой латинский эпитет kirkii происходит от имени Томаса Кёрка (1828–1898), ботаника английского происхождения, который работал в Новой Зеландии.

## Ботаническое описание

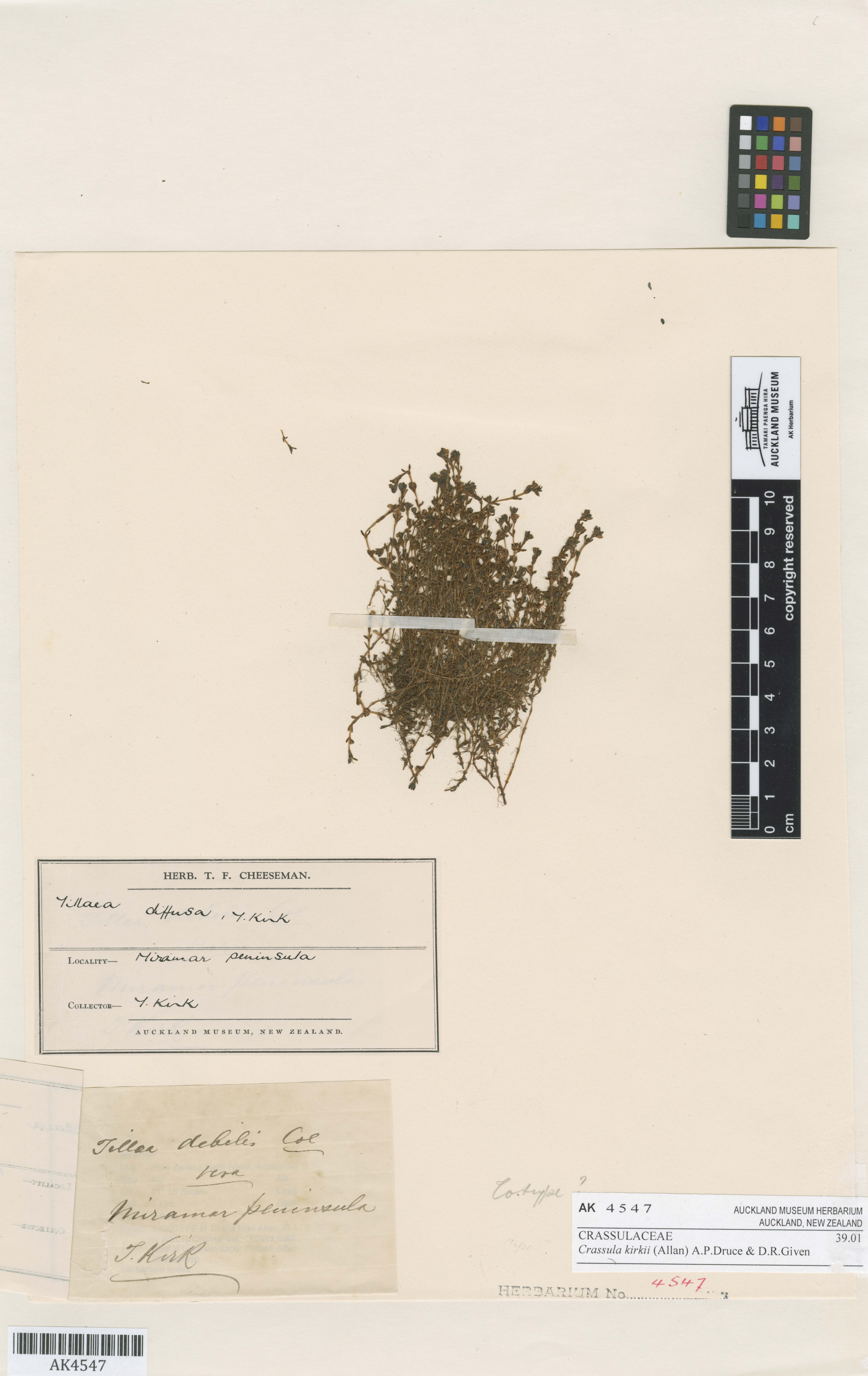
Гербарный образец

Маленькое, очень тонкое многолетнее травянистое растение, которое образует от маленьких до больших и обширных рыхлых циновок. Его стебли полегающие, ползучие, укореняющиеся в узлах. Высота составляет около 2 см, и оно сильно ветвисто. Листья сросшиеся у основания, имеют размеры от 1,5 до 5,5 × 0,8–1,7 мм, уплощены сверху и выпуклы снизу; их вершина может быть тупой, подострой или более-менее игловидной.
Цветки одиночные, расположены в пазухах листьев, звёздчатые, диаметром 2,8–3 мм; цветоножки обычно длиной 0,5–0,8 мм, мало удлиняются при плодоношении. Чашелистики треугольно-яйцевидные, размером от 0,6 до 0,9 × 0,5 мм, от тупых до острых. Лепестки широкояйцевидные или эллиптически-яйцевидные, размером от 1,4 до 2 × 0,8–1 мм, белого цвета, иногда с зеленоватой или розоватой вершиной, подострые, значительно превышают чашечку. Плоды — гладкие листовки, семена длиной от 0,5 до 0,7 мм.
Период цветения: октябрь-январь.

## Таксономия
Crassula kirkii (Allan) A.P.Druce & Given, первое упоминание в New Zealand J. Bot. 22: 583 (1984 publ. 1985).

### Синонимы
Гомотипные (основанные на одном и том же номенклатурном типе):
- Crassula diffusa (Kirk) Cockayne
- Tillaea diffusa Kirk
- Tillaea kirkii Allan